# フランキー・ビヴァリー
フランキー・ビヴァリー（Frankie Beverly）こと、ハワード・スタンリー・ビヴァリー（Howard Stanley Beverly、1946年12月6日 - 2024年9月10日）は、主にソウルとファンクのバンド、メイズでのレコーディングで知られるアメリカの歌手、ソングライター、音楽プロデューサー。彼は1970年に故郷のフィラデルフィアで、当初はロウ・ソウル（Raw Soul）と呼ばれていたメイズを結成した。サンフランシスコに移り、マーヴィン・ゲイに紹介された後、メイズは後に9枚のゴールド・アルバムをリリースし、多くの熱狂的なファンを獲得した。

## 生い立ちと略歴
ハワード・スタンリー・ビヴァリーはフィラデルフィア生まれで、地元の教会にて学生時代にゴスペルを歌い始めた。市内のイースト・ジャーマンタウン地区で育ち、現在は廃校となったジャーマンタウン高校を卒業した。
10代の頃、ザ・デルズ、ザ・ムーングロウズ、ザ・デル・バイキングスの影響を受けた短命のア・カペラ・ドゥーワップ・グループ、ザ・ブレンダーズを結成。グループが解散した後、1963年にザ・バトラーズ（後にフランキー・ビヴァリー・アンド・ザ・バトラーズとなる）を結成した。これは彼がレコーディングした最初のグループとなった。1967年、「If That's What You Wanted」を録音し、これはノーザン・ソウルのスタンダードとなっている。このグループは音楽プロデューサーのケニー・ギャンブルの目に留まり、最終的に彼らのレコーディング作品がリリースされた。
ザ・バトラーズが演奏した音楽は「フィリー・サウンド」に合わなかったため、精力的なツアーを行った後、グループはサンフランシスコへと向かった。このユニットはロウ・ソウル（Raw Soul）と改名され、マーヴィン・ゲイの義理の妹から見出された。ゲイは彼らを自身のショーのオープニング・アクトとして起用し、ビヴァリーにバンド名をメイズに変更するよう説得した。グループの人気は、1970年代後半から1980年代初頭にかけて、DJのグレッグ・エドワーズとロビー・ヴィンセントによって、ロンドンのライシアム・ボールルームでキャピタル・ラジオの放送用にライブを行ったことで、イギリスで大幅に高まった。彼らは、イギリスにおいて57位のヒット・シングルとなった「Joy and Pain」で最もよく知られている。
2019年、ビヴァリーとメイズのヒット・シングル「Before I Let Go」が、アメリカの歌手ビヨンセによって、彼女の5枚目のライブ・アルバム『Homecoming: The Live Album』のボーナストラックとしてカバーされた。ビヴァリーは『ビルボード』誌に、このカバーは「（彼の）人生のハイライトの1つ……別格」であり、「これまで以上に大きな気分になった! 世間に大ヒットしたような気がする」と語った。
キース・ワシントンも「Before I Let Go」をカバーし、1993年のアルバム『ユー・メイク・イット・イージー』で「We Need to Talk Before I Let Go」とタイトルを変えて収録した。

## スタイル
ビヴァリーのステージ上の衣装（スラックス、長袖シャツ、野球帽など、白一色にカスタム・デザインされたカジュアルな服）は、長年にわたって彼のトレードマークの服装となった。観客がグループに敬意を表してコンサートに白一色の服を着てくるのが伝統となった。
メイズのドラマーとしてツアーに参加した息子のアンソニーは、元妻で芸能弁護士のヘザー・ビヴァリーとともに、2009年にアンソニーによる父へのトリビュート・アルバム『トリビュート・トゥ・メイズ FEAT.フランキー・ベヴァリー（An All-Star Tribute to Maze Featuring Frankie Beverly）』を企画し、メイズの作品へのオマージュとしてレコードレーベル「ブランテラ（Brantera）」を設立した。アルバムに参加したアーティストの中には、メアリー・J・ブライジ、ケネス・ブライアン・エドモンズ（ベイビーフェイス）、ミント・コンディションなどがいた。

## 死去
ビヴァリーは2024年9月10日、77歳で死去した。

## 栄誉
- 2006年、ビヴァリーはリズム・アンド・ブルース財団パイオニア賞を受賞した[14][15]。

- 2012年のBETアワードで、ビヴァリーは生涯功労賞を受賞した[16][17]。

- 2024年2月25日、ビヴァリーはTV OneのUrban One Honors Living Legend賞を受賞した[18][19][20][21]。

- 2024年3月14日、ビヴァリーはNAACPイメージ・アワード生涯功労賞を受賞した[22]。

- 2024年5月18日、フィラデルフィア市議会は、ビヴァリーが育ったジャーマンタウンの通りを彼に敬意を表して命名した[23]。